# Siccatief
Een siccatief is een toevoeging aan bijvoorbeeld olieverf om de droogtijd te verkorten. Er hoeft maar een weinig aan de verf toegevoegd te worden, rond de 2% maximaal. Ook in alkydharsen worden siccatieven toegepast.
Het woord siccatief is afgeleid van het Latijnse woord "secca" wat "droog" betekent. We vinden deze benaming dagelijks terug op wijnetiketten: bijvoorbeeld demi-sec, maar ook in de schilderterm in secco (in tegenstelling tot het fresco). 
De meeste siccatieven zijn metaalverbindingen. De drogende werking is te danken aan het desbetreffende metaalion. Diverse metalen hebben namelijk een aantrekkingskracht op bepaalde gassen. Bijvoorbeeld: voor het transport van zuurstof naar de cellen in levend weefsel en omgekeerd - het transport van kooldioxide terug, bevat bloed ijzerverbindingen, met name hemoglobine. Bij een aantal zeedieren zijn dit koperverbindingen; deze wezens hebben letterlijk blauw bloed. Ook bij het opslaan van waterstof in tanks wordt metaal gebruikt om de druk te kunnen verlagen. Bij chemische reacties tussen gassen doen metalen hun werk als katalysator, de moderne uitlaat van auto`s werkt volgens dit principe om de schadelijke gassen om te zetten.
Oliehoudende verven maar ook de van olie afgeleide alkydharsverven (dit zijn verreweg de meeste huisschilderlakken welke met terpentine worden verdund), kunnen uitsluitend verharden door opname van zuurstof uit de lucht. Aan de oppervlakte is dit logischerwijze geen probleem. Onderaan in de verflaag treedt zuurstof veel moeilijker toe, waardoor drogingsverschillen en -problemen ontstaan. Metaalverbindingen in de verf helpen om de zuurstof te transporteren en te verdelen zodat een egale doordroging en uitharding tot stand kan komen. Deze werking gaat door waardoor na verloop van jaren de verflaag steeds harder en brozer wordt en ten slotte uit elkaar valt. Daarom mag maar zeer weinig siccatief aan verf worden toegevoegd. De fabrikant heeft meestal de juiste hoeveelheid al gedoseerd. Op het werk extra siccatief bijmengen om de droging van de verf bij bijvoorbeeld koude weersomstandigheden te bevorderen is vanwege het genoemde effect op de levensduur sterk af te raden. Speciaal hiervoor zijn zogenaamde "doorwerklakken" ontwikkeld.